# Cmentarz żydowski w Krzywczy
Cmentarz żydowski w Krzywczy – kirkut społeczności żydowskiej niegdyś zamieszkującej Krzywczę. Nie wiadomo dokładnie kiedy powstał. Ma powierzchnię 0,27 ha. Został zniszczony podczas wojny i obecnie zachowało się pięć nagrobków. Na cmentarzu znajduje się zbiorowa mogiła a na niej tablica upamiętniająca śmierć 11 Żydów z Krzywczy i Kańczugi zabitych tu w maju 1943 przez Niemców.